# Iain Armitage
Iain Armitage (ur. 15 lipca 2008) – amerykański aktor dziecięcy.
Znany jest z roli Sheldona Coopera w serialu komediowym Młody Sheldon, prequelu Teorii wielkiego podrywu, oraz Ziggy’ego Chapmana w filmie Wielkie kłamstwa. W 2018 roku Armitage otrzymał nagrodę Young Artist Award za najlepszy występ w serialu telewizyjnym – Leading Young Actor za poprzednią rolę. Udzielił także głosu młodemu Kudłatemu Rogersowi w Scoob! (2020), a dla policyjnego szczeniaka Chase w Psi Patrol Film (2021).

## Życiorys
Armitage mieszka w Arlington w stanie Wirginia i jest synem aktora Euana Mortona urodzonego w Falkirk w Szkocji oraz producentki teatralnej Lee Armitage. Poinformowano, że został nazwany na cześć Sir Iana McKellena. Jest wnukiem byłego zastępcy sekretarza stanu USA, Richarda Lee Armitage.

## Kariera

### Lata 2010
Armitage po raz pierwszy zyskał rozgłos dzięki serii YouTube Iain Loves Theatre, w której recenzuje przedstawienia teatralne z teatru muzycznego. Jego filmy przyciągnęły uwagę branży teatralnej, w tym kilku agentów, którzy chcieli go zapisać. Podczas Tony Awards 2015 pełnił funkcję korespondenta dla Pereza Hiltona i był nawet wymieniony w pierwszym numerze programu.
W styczniu 2017 roku Armitage zagrał w odcinku Law & Order: Special Victim's Unit („W Pogoni za Theo”), grając małe porwane dziecko, Theo Lachere. Pojawił się w Impractical Jokers „Look Out Below”, gdzie rozmawiał z nim Murr w „Who Let The Dogs Out?”, w drugim wyzwaniu tego odcinka. Zagrał Ziggy’ego Chapmana w miniserialu HBO Big Little Lies i pojawił się w The Glass Castle, filmowej adaptacji wspomnień Jeannette Walls o tym samym tytule. W tym samym roku był także w filmach Nie tu jestem iOur Soul at Night, którym wystąpili także Jane Fonda i Robert Redford.
W 2017 roku Armitage został obsadzony jako Sheldon Cooper jako dziecko w Young Sheldon, prequelu sitcomu The Big Bang Theory. W grudniu 2018 roku pojawił się w odcinku The Big Bang Theory, grając młodego Sheldona na nagraniu wideo mającym na celu pocieszenie i zachęcenie starszego Sheldona.

### Lata 2020
W 2020 roku Armitage użyczył głosu młodemu Kudłatemu Rogersowi w filmie Scooby -Doo Scoob!. Ma powtórzyć tę rolę w kolejnym filmie Scoob: Holiday Haunt, którego premiera ma się odbyć pod koniec 2022 roku na HBO Max.
W 2021 roku Armitage użyczył głosu Chase w Psi Patrol Film, zastępując Justina Paula Kelly’ego z serialu telewizyjnego Nickelodeon.